# Wilkowice (powiat tarnogórski)

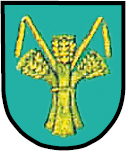
Nieoficjalny herb wsi Wilkowice

Wilkowice (niem. Groß Wilkowitz) – wieś sołecka w Polsce położona w województwie śląskim, w powiecie tarnogórskim, w gminie Zbrosławice.
W latach 1975–1998 miejscowość należała administracyjnie do województwa katowickiego.

## Nazwa
W 1295 w kronice łacińskiej Liber fundationis episcopatus Vratislaviensis (pol."Księdze uposażeń biskupstwa wrocławskiego") miejscowość wymieniona jest jako Wilcow we fragmencie Wilcow decima more polonico. W okresie hitlerowskiego reżimu w latach 1936–1945 nazwę miejscowości zmieniono na całkowicie niemiecką Wolfstal.